# Volkhard Precht
Volkhard Precht (* 19. Juni 1930 in Lauscha; † 18. Mai 2006 ebenda) war ein deutscher Glasgestalter.

## Leben und Werk
Precht war der Sohn des Malers und bedeutenden Lauschaer Glasgestalters Ernst Precht (1892–1969), bei dem er ab 1946 den Beruf des Kunstglasbläsers erlernte. Er arbeitete dann bei seinem Vater in seinem Beruf und war daneben von 1948 bis 1951 Gaststudent an der Fachschule für angewandte Kunst Sonneberg. 1952 bestand er die Meisterprüfung. Sein erster Versuch, in den Verband Bildender Künstler der DDR (VBK) aufgenommen zu werden, scheiterte 1957, weil die von Precht damals praktizierte Gestaltung von Tieren dem Verband als veraltet galt. Die Zukunft sah man im Gefäß. 1962 erhielt Precht die staatliche Anerkennung als Kunsthandwerker. 1959 übernahm er von seinem Vater die Leitung des Familienbetriebes, den er mit seiner Frau, der Glasgestalterin Renate Precht (* 1933) leitete, bis er sich ab 1964 als freischaffender Kunsthandwerker betätigte. Nach einer zweijährigen Kandidatur wurde er 1966 Mitglied des VBK, dem er dann bis 1990 angehörte.
Ende der fünfziger Jahre realisierte Precht Kleinplastiken aus Vollglas und stieß damit an die Grenzen dessen, was mit der Lampentechnik, bei der der Glasbläser vor dem offenen Brenner (der „Lampe“) arbeitet, möglich ist. 1963 baute er mit Unterstützung erfahrener Glasmacher einen eigenen kleinen Schmelzofen – den ersten Studioglasofen Europas. Damit ging er von der Lampentechnik zur Hüttentechnik über. In den 1970er Jahren fand Precht seine unverwechselbare künstlerische Sprache. Er nutzte die sogenannte Glasfolientechnik, um Landschaften geradezu grafisch auf dem Gefäßkörper darzustellen. Er bemalte ausgeblasene dünne Glasfolien mit Porzellanmalfarbe und schmolz sie dann mit einem Brenner auf das Gefäß. Neben solchen Gefäßen fertigte Precht auch einige architekturbezogene Arbeiten, aus Einzelteilen montierte Glasskulpturen und Sandgussarbeiten.
Precht gilt  als einer der Pioniere der Studioglasbewegung. Dieser Begriff war damals allerdings in der DDR nicht bekannt, und von den ungefähr zeitgleichen Entwicklungen in den USA und Westeuropa erfuhr Precht erst in den 1970er Jahren.
Precht hatte in der DDR, in der Bundesrepublik Deutschland und im Ausland eine bedeutende Zahl von Einzelausstellungen und Ausstellungsbeteiligungen, unter anderem von 1962 bis 1988 an allen sechs Deutschen Kunstausstellungen bzw. Kunstausstellungen der DDR in Dresden.
Precht war verheiratet mit der Glasgestalterin Renate Precht (* 1933; †). Ihr Sohn Ulrich Precht (* 1956) ist ebenfalls Glasgestalter.

## Ehrungen
- 1974: Max-Reger-Preis
- 1977: Coburger Glaspreis
- 1978: Diplom der II. Quadriennale des Kunsthandwerks der sozialistischen Länder in Erfurt
- 1979: Kunstpreis der DDR
- 1984: Orden Banner der Arbeit

## Museen und öffentliche Sammlungen mit Werken Prechts (unvollständig)
- Schlossmuseum Arnstadt
- Kunstgewerbemuseum Berlin
- Kunstgewerbemuseum Dresden
- Museum für Angewandte Kunst Köln
- Museum für Glaskunst Lauscha
- Grassi-Museum für Angewandte Kunst, Leipzig

## Werke (Auswahl)
- Schale „Föhn über den Matten“ (1976; Kunstgewerbemuseum Dresden)[1]
- Vase (1977; Kunstgewerbemuseum Dresden)[2]
- Schale (1977)[3]
- Vase „Kaukasus II“ (1977)[4]
- Schale aus dem Ensemble „Florid“ (1977)[5]
- Dose (1983; Kunstgewerbemuseum Dresden)[6]
- Vase „Moorlandschaft“ (Grassi-Museum für Angewandte Kunst, Leipzig)[7]

## Einzelausstellungen (unvollständig)
- 1965/1966: Eisenach, Schloss am Markt („Kunsthandwerk aus Thüringen“; mit Grete Reichardt, Helmut Senf, Herbert Kny und Albin Schaedel)
- 1974: Leipzig, Museum für Kunsthandwerk (mit Friedemann Lenk)
- 1976: Schwerin, Staatliches Museum Schwerin
- 1980/1981: Berlin, Kunstgewerbemuseum
- 1982: Potsdam, Kleine Galerie im Keller; Luckenwalde, Galerie im Zentrum, und Brandenburg an der Havel, Galerie in der Steinstraße.
- 1984: Karl-Marx-Stadt, Galerie Schmidt-Rottluff
- 1984: Weimar, Galerie im Cranach-Haus (mit Peter Sylvester)
- 1989: Suhl, Galerie am Steinweg (mit Ulrich Precht)
- 2000: Immenhausen, Glasmuseum Immenhausen
- 2000: Erfurt, Galerie Waidspeicher